# Janne Nilsson
Janne Nilsson, född 17 maj 1882 i Hörby församling, Malmöhus län, död 9 december 1938 i Storkyrkoförsamlingen, Stockholms län (kyrkobokförd i Hörby församling, Malmöhus län), var en svensk lantbrukare och politiker (bondeförbundare). Han var försvarsminister 1936–38. 

## Biografi
Nilsson var son till lantbrukaren Nils Jönsson, som representerade Nationella framstegspartiet i riksdagens andra kammare 1906–11, och Kersti Nilsdotter. År 1905 utvandrade Nilsson till Nordamerika, där han försörjde sig som lant- och järnvägsarbetare i USA, Kanada och Alaska fram till 1910, då han återvände till Sverige. Efter hemkomsten förvärvade han i januari 1911 en gård i Köinge i Hörby, som han innehade till 1922. Samtidigt engagerade sig Nilsson politiskt och inom jordbrukets intresseorganisationer: från 1913 var han ledamot av kommunalnämnden i Hörby, och 1919 blev han invald som ledamot i Malmöhus läns landsting, där han förutom jordbruksfrågor även kom att profilera sig inom sociala frågor. 
Nilsson tillhörde från bildandet 1915 det konservativa Jordbrukarnas riksförbund, som 1921 sammanslogs med Bondeförbundet. Efter andrakammarvalet 1921 blev han invald i riksdagen för Malmöhus län. I slutet av 1920-talet deltog han tillsammans med Axel Pehrsson-Bramstorp i förhandlingar med Socialdemokraterna om bl.a. jordbrukspolitiken, dock utan resultat. Dessa samtal återupptogs under den s.k. "kohandeln" efter andrakammarvalet 1932, och då en uppgörelse nåddes i maj 1933 tillhörde Nilsson dess försvarare. Detta tedde sig förvånande, då Nilsson tidigare hade ansetts tillhöra Bondeförbundets högerflygel under ledning av partiordföranden Olof Olsson, som starkt motsatte sig uppgörelsen med Socialdemokraterna. 
I riksdagen visade Nilsson ett starkt intresse för försvarspolitiska frågor. Hösten 1930 ingick han som Bondeförbundets ende ledamot i försvarskommissionen. Han kom där att få en avgörande roll i försvarsbeslutet 1936, även om han allmänt ansågs ha stått under starkt inflytande av kommissionens armésekreterare majoren Helge Jung. Vid regeringsbildningen sommaren 1936 ansågs Nilsson därför också en given kandidat för försvarsministerposten. På denna post var Nilsson fast besluten om att realisera försvarsbeslutets intentioner. Han intog därmed en kallsinnig attityd mot strävanden att vidga anslagen ytterligare i samband med den tilltagande oron i Europa, något som gjorde att han fick motta kritik  även från de kretsar som tidigare stött honom. 
Nazitysklands annektering av Österrike i mars 1938 kom att markera en brytpunkt i regeringens försvarspolitik, och då Nilsson sedan en tid tillbaka led av sviktande hälsa kom statsminister Per Albin Hansson att sköta en växande del av handläggningen av försvarsärendena. Under våren 1938 insjuknade Nilsson allvarligt, och i samband med nästa kris, Münchenöverenskommelsen i september 1938, upptäcktes en rad brister i den militära beredskapen. Nilsson avled till följd av en hjärnblödning den 9 december, vid vilken tidpunkt man redan hade börjat diskutera lämpliga efterträdare. Den alltmer allvarliga utrikespolitiska utvecklingen gjorde att Socialdemokraterna tog över ansvaret för försvarsdepartementet, och Per Edvin Sköld kom att efterträda Nilsson som försvarsminister. 

### Familj
Janne Nilsson var från 1912 gift med Anna Nilsson (1888–1960). Tillsammans fick de fyra döttrar och en son.